# Rødby Sogn
Rødby Sogn 
ist eine Kirchspielsgemeinde (dän.: Sogn)
auf der Insel Lolland im südlichen Dänemark.
Bis 1970 gehörte sie zur Harde Fuglse Herred im damaligen Maribo Amt, danach zur Rødby Kommune im Storstrøms Amt, die im Zuge der  Kommunalreform zum 1. Januar 2007 in der Lolland Kommune in der Region Sjælland aufgegangen ist.
Von den 1936 Einwohnern von Rødby leben 1618 im gleichnamigen Kirchspiel (Stand: 1. Januar 2023).
Im Kirchspiel liegt die Kirche „Rødby Kirke“.
Nachbargemeinden sind im Westen Gloslunde Sogn, im Norden Tirsted Sogn und Nebbelunde Sogn, im Nordosten Sædinge Sogn, im Osten Ringsebølle Sogn, im Südosten Tågerup Sogn und im Süden Rødbyhavn Sogn.